# George Lott
George Martin Lott (Springfield, 6 ottobre 1906 – Chicago, 3 dicembre 1991) è stato un tennista statunitense.

## Carriera
Arrivò in finale agli U.S. National Championships nel 1931 ma ne uscì sconfitto da Ellsworth Vines. Fu, altresì, un ottimo doppista, capace di trionfare 12 volte nei tornei dello Slam tra partecipazioni in doppio e in doppio misto.
È stato inserito nella International Tennis Hall of Fame nel 1964.

## Finali del Grande Slam

### Perse (1)
| Anno | Torneo             | Avversario in finale | Risultato          |
| 1931 | U.S. Championships | Ellsworth Vines      | 9-7, 3-6, 7-9, 5-7 |